# Gonolobus stramineus
Gonolobus stramineus är en oleanderväxtart som beskrevs av Louis Otho Otto Williams. Gonolobus stramineus ingår i släktet Gonolobus och familjen oleanderväxter. Inga underarter finns listade i Catalogue of Life.